# Sertindol
Sertindol (Handelsname Serdolect) ist ein Arzneistoff, der zur Gruppe der atypischen Neuroleptika gehört. Er wird zur Behandlung der Schizophrenie eingesetzt.

## Pharmakologische Eigenschaften
Der Arzneistoff zeichnet sich in vitro durch eine hohe Affinität zu D2-, 5-HT2- und α1-Rezeptoren aus. Sertindol wirkt zudem als FIASMA (funktioneller Hemmer der sauren Sphingomyelinase).
Sertindol wirkt sowohl bei der Positivsymptomatik als auch bei der Negativsymptomatik der Schizophrenie. Extrapyramidal-motorische Nebenwirkungen sollen dabei nicht signifikant sein. Es kann jedoch zu QTc-Zeit-Verlängerungen im EKG kommen.

## Zulassungsstatus
Sertindol wurde 1998 nur 16 Monate nach Markteinführung wegen Kardiotoxizität vom Hersteller Lundbeck zurückgezogen, aber 2006 mit Auflagen (insbesondere EKG-Kontrollen) als Medikation der 2. Wahl wieder zugelassen.